# 10315 Brewster
10315 Brewster (1990 SC4) là một tiểu hành tinh vành đai chính được phát hiện ngày 23 tháng 9 năm 1990 bởi E. F. Helin ở Palomar.